# حسینیه (خرمشهر)
حسینیه (hoseyniyeh)، روستا وایستگاه راه آهن واقع در بخش مرکزی شهرستان خرمشهر دراستان خوزستان درفاصله۴۰ کیلومتری شهرستان با ارتفاع ۵ متر از سطح دریا با آب هوای گرم وخشک و در دشت، کنار خط آهن وجاده اهواز به خرمشهر۲۳کیلومتری شمال غرب شهرستان دارخوین می‌باشد ۰